# 議員定数
議員定数（ぎいんていすう）とは、欠員が無かった場合の議員数であり、議員の人数の上限値である。議員の数は、選挙後に退職や死亡などにより欠員が生じるため、必ずしも議員定数と一致するとは限らない。上限値とは、法律によって定められる最大定員数である。
選挙区の議員定数といった場合には、その選挙区から選出される議員数のことである。単に定数とも呼ばれる。

## 定数配分
総議員定数を各地域に割り振ることを定数配分（ていすうはいぶん）という。小選挙区制の場合は定数1と定められているので、選挙区をどこにいくつ設けるかという問題となる。旧中選挙区制などの大選挙区制では、選挙区をどう設けるかという問題と、それぞれの選挙区にどれだけの定数を配分するかという問題が交錯する。
各選挙区に同数ずつ配分する場合もある（アメリカ合衆国上院の各州配分など）が、人口等に比例して配分する場合が多い。後者の場合でも政治的配慮等によって加減する場合がある。また、人口が変動しても配分が変更されない場合もしばしばある。

### 一票の格差
弱者の排斥や少数意見が抹消されることのないような政治課題にあたり、国政選挙（日本；衆議院議員総選挙、参議院議員通常選挙）における選挙区の議員定数について、何をもって適正とするかには様々な議論がある。
各選挙区の議員定数は選挙区の人口ないし有権者数に対して適正であるべきと考えられる。例えば、二択の政治問題を確実に判断する必要がある場合に各選挙区の議員定数を1とする小選挙区制を採用する場合、本来は、有権者数を議員定数で割った1選挙区当たりの平均人口ないし有権者数になるように分割するのが適正と考えられる。しかし実際には、投票事務は市町村等の規模で実施しており、全ての選挙区を平均人口ないし有権者数に近づけることは困難である。人口ないし有権者数の多い選挙区では1票の価値は軽くなり、少ない選挙区では1票の価値は重くなる。さらに、「1人別枠方式」を採用することなどにより一定の限界を超えたり「逆転現象」が生じたりした場合でも、有権者相互の平等に反すると指摘されていた。

### 比例式定数配分の方法
先に総定数を定めておく場合と、各区域に定数を定めた結果、総定数が定まる場合とがある。以下は先に総定数を定めておく場合である。
以下に挙げる方法の中には、比例代表制において各党の当選者数を配分する場合にも用いられるものがある。
最大剰余方式
- ある数Xで区域の人口を割り、まず商の整数部分をまず確定する。次に商の小数部分の大きい地域から順に１ずつ追加して総定数に達するまで続ける。Xは議員一人当たり人口、即ち総人口÷総定数の値が用いられる（ハミルトン式という）。アメリカで過去に用いられたことがある。

- どの程度の人口規模の区域が得をするということはなく、比例的な配分である。
- 但し数字の偶然によるためアラバマのパラドクスを生むという大きな問題がある。

ドント式
- ある数Xで各区域の人口を割り、商の小数点以下を切り捨てて、合計が総定数に等しくなるようなXを見つける。具体的には、各区域人口を順に1, 2, 3, 4,...で割り、得られた数の大きい順に配分して総定数に達するまで続ける。ジェファーソン式ともいう。アメリカで過去に用いられたことがある。

- 人口規模の大きい区域が著しく得をする。

サン・ラグ式
- ある数Xで各区域の人口を割り、商の小数点以下を四捨五入して、合計が総定数に等しくなるようなXを見つける。具体的には、各区域人口を順に0.5, 1.5, 2.5, 3.5,...で割り（1, 3, 5, 7,...で割っても同じ）、得られた数の大きい順に配分して総定数に達するまで続ける。サント・ラゲ式、ウェブスター式ともいう。アメリカで過去に用いられたことがある。

- 僅かに人口規模の小さい区域が得をするがおおむね比例に近い。

アダムズ式
- ある数Xで各区域の人口を割り、商の小数点以下を切り上げて、合計が総定数に等しくなるようなXを見つける。具体的には、各区域人口を順に1/∞, 1, 2, 3,...で割り、得られた数の大きい順に配分して総定数に達するまで続ける。全ての区域に必ず1以上の配分が行われる。最初に1を配分した後、残りをドント式で配分すると言っても同じ結果になる。

- 人口規模の小さい区域が得をする。反面、議員1人当たり人口の最大/最小格差は小さくなる。

ハンチントン式
- 一方の区域から別の区域に1議席を移動しても1議席当たりの人口の相対差（比）が下がらないように、各区域の定数を定める。具体的には、幾何平均即ち、1/∞, 1.414, 2.449, 3.464,...{\displaystyle {\sqrt {n(n+1)}}}...,で割り、得られた数の大きい順に配分して総定数に達するまで続ける。ヒル式、均等比式ともいう。全ての区域に必ず1以上の配分が行われる。アメリカ合衆国下院の各州への配分に用いられている。

- 人口規模の小さい区域が得をする。規模の大きい方が得をすると言われることもある（西平重喜）が、最初に1を配分しなければならないことを見落としたものである。

ディーン式
- ある数Xに議員1人当たり人口ができるだけ近くなるようなXを見つける。具体的には、調和平均即ち、1/∞, 1.333, 2.400, 3.429,...{\displaystyle {\frac {2}{{\frac {1}{n}}+{\frac {1}{n+1}}}}}..., で割り、得られた数の大きい順に配分して総定数に達するまで続ける。全ての区域に必ず1以上の配分が行われる。

- 人口規模の小さい区域が得をする。

## 議員定数の国際比較
第一院（下院）における人口100万人当たりの議員定数は、
| 100人以上 - アイスランド：210人 - ルクセンブルク：120人 50人以上 - エストニア：77.7人 |  | 50人未満、25人以上 - スロベニア：45人 - ハンガリー：38.6人 - スウェーデン：37.1人 - フィンランド：37人 - アイルランド：36.9人 - ノルウェー：34.5人 - デンマーク：32人 - ニュージーランド：27.5人 - スロバキア：27.3人 - ギリシャ：26.3人 - スイス：26人 |  | 25人未満、10人以上 - オーストリア：21.8人 - ポルトガル：21.5人 - チェコ：19人 - イスラエル：15.8人 - ベルギー：13.9人 - ポーランド：12人 - イギリス・ イタリア：10.4人 |  | 10人未満 - フランス：9.1人 - オランダ・ カナダ：9人 - ドイツ・ スペイン・ トルコ：7.5人 - チリ：6.9人 - オーストラリア：6.6人 - 大韓民国：6.2人 - メキシコ：4.4人 - 日本：3.7人 - アメリカ合衆国：1.4人 |

出典：「OECD諸国の国会議員1人当たりの人口、人口当たりの議員数（2011年）」
地方議員については、人口100万人当たりの議員定数は、
- スイス：7571人
- ドイツ：2500人
- スウェーデン：1608人
- フランス：866人
- アメリカ合衆国：586人
- 日本：500人
- イギリス：383人
- 大韓民国：80人

出典：「地方議会のあり方について」。

### 日本における議員定数削減問題
日本では、国並びに都道府県及び市町村の議員に求められる活動内容や必要人数と歳費（議員報酬）のバランス（コスト）について問題視されることは少なくない。合理的な議員報酬の算定は得票数によるべきだとの私見が散見される。一方、立命館大学准教授の上久保誠人は、日本の国会議員数は他の先進国と比べて多くない点を指摘し、「これ以上定数削減を行ったら『官僚支配』が強まるのは明らかだ」と述べている。
2012年11月、当時の野田佳彦首相（民主党政権：野田第3次改造内閣）と野党自民党の安倍晋三総裁が、衆議院議員自らが身を切る改革である定数削減問題を含めて、消費税増税法案が議論され、成立と引き換えに解散総選挙が行われた結果、自公連立政権の第2次安倍内閣が成立した。しかし公約とされた定数削減が果たされないまま、自民党の安倍首相は消費増税の延期の是非を問うため2014年12月に再解散総選挙を行った。その後も国政選挙がある度に、一票の格差を取り上げて選挙無効確認が提起されている。

## 日本の各議員の定数

### 国会議員（衆議院議員・参議院議員）
2022年（令和4年）現在、公職選挙法第4条において、衆議院は465人（小選挙区選出議員289人・比例代表選出議員176人）、参議院は248人（比例代表選出議員100人・選挙区選出議員148人）とそれぞれ規定されており、参議院の議席数は第26回参議院議員通常選挙での改選をもって定数と一致する。
なお、人口10万人当たりの総議員定数は0.57人であり、これはOECD加盟国34ヶ国中33位と、人口に対して定数が非常に少ない。

#### 日本の衆議院小選挙区
- 各都道府県にまず1議席ずつ配分し、残りを最大剰余法で配分していた（1人別枠方式)。人口規模の小さい県が著しく得をするため批判があった。最高裁判所は2009年、2012年の衆議院議員選挙について違憲状態と判断し、1人別枠方式の廃止を求めていた。その後、アダムズ方式が導入された。

（Template:衆議院小選挙区一覧も参照）

### 都道府県議会議員
定数については、各都道府県の条例で定めることとなっている。従前は地方自治法90条により人口に応じた上限定数が規定されていたが、2011年の地方自治法改正により上限枠が撤廃された。

### 市町村議会議員
定数については、各市町村の条例で定めることとなっている。従前は地方自治法91条により人口に応じた上限定数が規定され、平成の大合併に際しては、合併特例法第6条の規定により、合併後の市町村の最初の任期のみ上限の2倍まで増やすことが認められていたが、2011年の地方自治法改正により上限枠が撤廃された。